# Kyösti Lehtonen
Kyösti Lehtonen   (Jämsä, 13 de març de 1931 - Hèlsinki, 15 de novembre de 1987) fou un lluitador finlandès, especialista en lluita grecoromana, que va competir durant les dècades de 1950 i 1960.
El 1956 va prendre part en els Jocs Olímpics de Melbourne, on guanyà la medalla d'or en la competició del pes lleuger del programa de lluita grecoromana. Quatre anys més tard, als Jocs de Roma, fou cinquè en la mateixa prova, mentre el 1964, a Tòquio, no va tenir cap opció a medalla.
En el seu palmarès també destaquen dues medalles de plata al Campionat del món de lluita i nou títols nacionals (1952 a 1957 i de 1960 a 1962). Lehtonen es retirà en finalitzar els Jocs de 1964 i passà a exercir d'entrenador de la selecció noruega (1964), danesa (1964) i finesa (1971–74). Posteriorment exercí càrrecs a la Federació Finlandesa de Lluita.